# Елизаветинское сельское поселение (Ростовская область)
Елизаветинское сельское поселение — муниципальное образование в Азовском районе Ростовской области.
Административный центр поселения — хутор Обуховка.

## История
Известно, что уже в 1767 году на здешних землях находились рыбные заводы, которые принадлежали казакам.
Сюда же переселились казаки из станиц Старочеркасской, Аксайской, Сретенской, а так же приписанные после 1796 года крестьяне-малороссы.
В 1807 году казачье поселение было переименовано в станицу Елизаветинскую в честь супруги императора Александра I Елизаветы Алексеевны.
В 1836 году в станице Елизаветинской насчитывалось 1596 душ мужского пола.
В 1840-е годы станица с вместе с близлежащими хуторами находилась в составе Черкасского округа.
Облик станицы не менялся длительное время. Дома были в основном деревянные, только войсковые и общественные строения были каменными. Здесь работало приходское училище.
До Революции 1917 года в станице работала лечебница.
В 1792 году для станицы (тогда ещё Казачьего стана) было испрошено позволение на строительство церкви в честь Покрова Пресвятой Богородицы. В 1812 году состоялась закладка храма.
Накануне начала Первой мировой войны станица была уже достаточно большой. Казаков в ней насчитывалось 12 912 человек, иностаничников и прочих людей войскового сословия — ещё около 7000 человек. Представители станицы встречаются на службе в разных полках – в 41, 42, 16 – м…
В феврале 1918 года в станице Елизаветинской был создан ревком, который конфисковал у богатых жителей хлеб. Некоторое время спустя, белым войска временно удалось занять территории Приазовья.
В конце февраля 1920 года станица была окончательно захвачена красными.
К концу 1921 года была организована комсомольская ячейка в станице Елизаветинской. В основном состояла из учащихся вышеначальной школы.
Голод в 1921 году, мобилизация комсомольцев в ЧОН (части особого назначения ) и на продразвёрстку привели к тому, что ячейка на некоторое время распалась. Одним из главных направлений её деятельности была антирелигиозная агитация.
В октябре 2012 года в дома жителей станицы Елизаветинской и хутора Коса Елизаветинского поселения — был проведён природный газ.

## Население
| 2010  | 2012  | 2013  | 2014  | 2015  | 2016  | 2017  |
| ----- | ----- | ----- | ----- | ----- | ----- | ----- |
| 3427  | ↘3411 | ↘3367 | ↗3386 | ↗3625 | ↗3898 | ↗3923 |
| 2018  | 2019  | 2020  | 2021  |       |       |       |
| ↘3911 | ↗3936 | ↗3940 | ↘3833 |       |       |       |

## Административное устройство
В состав Елизаветинского сельского поселения входят:
- хутор Обуховка
- хутор Городище
- хутор Дугино
- станица Елизаветинская
- хутор Казачий Ерик
- хутор Колузаево
- хутор Коса
- хутор Курган

## Археология
Близ станицы Елизаветинская находится Елизаветовское городище площадью около 44 га (Танаис — 20 га), бывшее в VI по III вв. до н. э. административным, торговым и ремесленным центром в Северо-Восточном Приазовье, в котором размещалась и ставка скифской родоплеменной знати. Близ городища находились курганы и могильники, наиболее известные из которых — группа курганов «Пять братьев».